# Tatocnemis micromalgassica
Tatocnemis micromalgassica – gatunek ważki z monotypowej rodziny Tatocnemididae. Znany tylko z okazu typowego odłowionego w 1960 roku na wyspie Nosy Boraha (fr. Île Sainte-Marie) położonej u wschodniego wybrzeża Madagaskaru.